# Rotaria spicata
Rotaria spicata är en hjuldjursart som först beskrevs av Murray 1902.  Rotaria spicata ingår i släktet Rotaria och familjen Philodinidae. Inga underarter finns listade i Catalogue of Life.